# Bezirk Pesé
Pesé ist einer der sieben Bezirke (distritos) in der Provinz Herrera in Panama. Die Einwohnerzahl betrug nach der Volkszählung im Jahr 2023 13.009 Personen. Der Bezirk umfasst eine Fläche von 289 km².

## Gliederung
Der Bezirk Pesé ist administrativ in acht Corregimientos unterteilt:
- Pesé (Hauptstadt)
- Las Cabras
- El Pájaro
- El Barrero
- El Pedregoso
- El Ciruelo
- Sabana Grande
- Rincón Hondo